# Тхеджон (ван Чосону)
Тхеджон (кор. 태종, 太宗, Taejong, T'aejong); ім'я при народженні Лі Панвон (кор. 이방원, 李芳遠, I Bang-won, Yi Pang-wŏn; 13 червня 1367 — 30 травня 1422) — корейський правитель, третій володар держави Чосон.
Посмертний титул — Конджон-теван, Кванхьо-теван.

## Життєпис
Був п'ятим сином Лі Сонґє, 1392 року допомагав своєму батькові встановити в Кореї верховну владу династії Чосон. 1400 року в результаті «війни принців» повалив свого брата Чонджона, спадкоємця батька.
За Тхеджона було проведено реформу політичної та військової систем країни. Він заснував 6 міністерств, встановив єдине командування армією (скасувавши при цьому право вищих аристократів мати власну армію), розпустив таємну раду та замінив її новою. За його правління також активно йшло придушення буддизму та секуляризація земель, що належали буддійським монастирям. Ще одним важливим нововведенням Тхеджона був закон, що наказував кожному жителю держави мати при собі невелику табличку, на якій були записані його ім'я та місце проживання, щоб мати можливість контролювати переміщення населення по країні.